# Pronophaea
Genre
Pronophaea est un genre d'araignées aranéomorphes de la famille des Corinnidae.

## Distribution
Les espèces de ce genre sont endémiques d'Afrique du Sud.

## Liste des espèces
Selon World Spider Catalog (version 17.5, 12/10/2016) :
- Pronophaea natalica Simon, 1897
- Pronophaea proxima (Lessert, 1923)
- Pronophaea vidua (Lessert, 1923)

## Publication originale
- Simon, 1897 : Histoire naturelle des araignées. Paris, vol. 2, p. 1-192 (texte intégral).